# Lista över Hanna-Barbera Productions tecknade TV-serier
Detta är en lista över, helt eller huvudsakligen, animerade tv-serier producerade av Hanna-Barbera Productions. Inkluderat är också den kortfilmserie studion producerade för biografvisning (Loopy De Loop) och den serie som studion producerat för vhs (Bibelns äventyr). Långfilmer och tv-specialare är dock inte inkluderade, och inte heller de serier som studion samproducerade med Cartoon Network Studios.
Avsnitten av respektive serie är 22 minuter, exklusive reklam, om inget annat anges.

## Prime time-serier
Merparten av Hanna-Barberas serier producerades i syfte att visas på helgmornarna. Under 1960-talet producerades även ett mindre antal serier för visning på kvällstid. Dessa serier hade högre budget och riktade sig även till en äldre publik. Undantagit Familjen Flinta, som än idag är den i antal avsnitt näst mest framgångsrika animerade primetime-serien, kom dock ingen av dessa serier att omfatta mer än en säsong.
Under 1970- och 1980-talen låg produktionen i princip nere, undantaget en handfull kortare serier. På 1990-talet, i fotspåren av Simpsons, gjordes ytterligare ett par försök, som även de blev kortvariga.
| Serie           | Originaltitel                      | År        | Avsnitt | Anmärkning                                            |
| --------------- | ---------------------------------- | --------- | ------- | ----------------------------------------------------- |
| Familjen Flinta | The Flintstones                    | 1960-1966 | 166     |                                                       |
| Top Cat         | Top Cat                            | 1961-1962 | 30      |                                                       |
| Jetsons         | The Jetsons                        | 1962-1963 | 24      |                                                       |
| Jonny Quest     | Jonny Quest                        | 1964-1965 | 26      |                                                       |
| ?               | New Adventures of Huckleberry Finn | 1968-1969 | 20      | Kombination av spelfilm och animation.                |
| ?               | Where's Huddles?                   | 1970-1971 | 10      |                                                       |
| ?               | Peter Puck                         | 1973      | 9       | 3 min/avsnitt, visad som paus i TV-sända NHL-matcher. |
| ?               | Jokebook                           | 1982      | 7       |                                                       |
| Lagens fiskar   | Fish Police                        | 1992      | 6       |                                                       |
| ?               | Capitol Critters                   | 1992      | 13      |                                                       |

## Det första decenniet:antologi-serier
Under sitt första decennium bestod Hanna-Barberas produktion enbart av antologiserier (undantagit kvällstidsserierna), där varje avsnitt byggdes upp av tre kortfilmer i samma format som de animerade kortfilmer som Hollywood hade producerat sedan stumfilmseran. Dessa kortfilmer är cirka sju minuter långa, och varje antologiserie bestod vanligen av kortfilmer ut tre olika serier - dock förekom det att en filmserier bytte till en annan antologiserie. 
I Sverige har dessa filmer både visats som fristående filmer och hopslagna på samma vis som de presenterades i amerikansk TV.
Alla eller många av figurerna i dessa produktioner (endast undantaget Loopy De Loop och Precious Pupp) har också medverkat tillsammans i flera senare serier; Yogi's Gang, Laff-A-Lympics, Yogi's Space Race, Galaxy Goof-Ups, Yogis skattjakt, The New Yogi Bear Show, Wake, Rattle, and Roll och Yo Yogi!. 
| Serie                           | Originaltitel                    | År        | Avsnitt | Visades i                                                               |
| ------------------------------- | -------------------------------- | --------- | ------- | ----------------------------------------------------------------------- |
| Ruff och Reddy                  | Ruff and Reddy                   | 1957-1961 | 50      | The Ruff and Reddy Show                                                 |
| Huckleberry Hund                | Huckleberry Hound                | 1958-1962 | 57      | The Huckleberry Hound Show                                              |
| Pixie och Dixie                 | Pixie and Dixie and Mr. Jinx     | 1958-1962 | 57      | The Huckleberry Hound Show                                              |
| Yogi Björn                      | Yogi Bear                        | 1958-1962 | 70      | The Huckleberry Hound Show (1958-1961) The Yogi Bear Show (1961-1962)   |
| Texas Jack                      | Quick Draw McGraw                | 1959-1962 | 45      | The Quick Draw McGraw Show                                              |
| Augie Doggie och Doggie Daddy   | Augie Doggie and Doggie Daddy    | 1959-1962 | 45      | The Quick Draw McGraw Show                                              |
| Snooper och Blabber             | Snooper and Blabber              | 1959-1962 | 45      | The Quick Draw McGraw Show                                              |
| Loopy De Loop                   | Loopy De Loop                    | 1959-1965 | 49      | Biografvisning                                                          |
| Hokey Wolf                      | Hokey Wolf                       | 1961-1962 | 29      | The Huckleberry Hound Show                                              |
| Snagglepuss                     | Snagglepuss                      | 1961-1962 | 32      | The Yogi Bear Show                                                      |
| Kvacke Anka                     | Yakky Doodle                     | 1961-1962 | 32      | The Yogi Bear Show                                                      |
| Wally Gator                     | Wally Gator                      | 1962-1963 | 52      | The New Hanna-Barbera Cartoon Series                                    |
| Touché Turtle                   | Touché Turtle and Dum Dum        | 1962-1963 | 52      | The New Hanna-Barbera Cartoon Series                                    |
| Lippy the Lion                  | Lippy the Lion and Hardy Har Har | 1962-1963 | 52      | The New Hanna-Barbera Cartoon Series                                    |
| Magilla Gorilla                 | Magilla Gorilla                  | 1964-1967 | 31      | The Magilla Gorilla Show                                                |
| Punkin' Puss och Mushmouse      | Punkin' Puss & Mushmouse         | 1964-1967 | 23      | The Magilla Gorilla Show                                                |
| Ricohet Rabbit och Droop-a-long | Ricochet Rabbit & Droop-a-long   | 1964-1967 | 23      | The Magilla Gorilla Show (1964-1965) The Peter Potamus Show (1966-1967) |
| Breezly och Sneezly             | Breezly and Sneezly              | 1964-1967 | 23      | The Peter Potamus Show (1964-1965) The Magilla Gorilla Show (1966-1967) |
| Peter Potamus                   | Peter Potamus and So-So          | 1964-1967 | 27      | The Peter Potamus Show                                                  |
| Yippee, Yappee och Yahooey      | Yippee, Yappee and Yahooey       | 1964-1967 | 23      | The Peter Potamus Show                                                  |
| Secret Squirrel                 | Secret Squirrel and Morocco Mole | 1965-1967 | 26      | The Secret Squirrel Show                                                |
| Squiddly Diddly                 | Squiddly Diddly                  | 1965-1967 | 26      | The Secret Squirrel Show                                                |
| Häxan Winnie                    | Winsome Witch                    | 1965-1967 | 26      | The Secret Squirrel Show                                                |
| Atommyran                       | Atom Ant                         | 1965-1967 | 26      | The Atom Ant Show                                                       |
| Precious Pupp                   | Precious Pupp                    | 1965-1967 | 26      | The Atom Ant Show                                                       |
| Hillbilly Björne                | The Hillbilly Bears              | 1965-1967 | 26      | The Atom Ant Show                                                       |

## Senare serier
| Serie                                           | Originaltitel                                                 | År        | Avsnitt | Anmärkning                     |
| ----------------------------------------------- | ------------------------------------------------------------- | --------- | ------- | ------------------------------ |
|                                                 | Space Kidettes                                                | 1966-1967 | 20      |                                |
| Helan och Halvan                                | Laurel & Hardy                                                | 1966-1967 | 49      |                                |
|                                                 | Sindbad Jr.                                                   | 1966      | 28      |                                |
|                                                 | Frankenstein Jr. and the Impossibles                          | 1966-1967 | 18      |                                |
|                                                 | Space Ghost and Dino Boy                                      | 1966-1968 | 20      |                                |
|                                                 | Birdman and the Galaxy Trio                                   | 1967-1968 | 20      |                                |
|                                                 | Moby Dick and the Mighty Mightor                              | 1967-1968 | 18      |                                |
|                                                 | The Herculoids                                                | 1967-1968 | 13      |                                |
| Abbott och Costello                             | Abbott & Costello                                             | 1967-1968 | 39      |                                |
|                                                 | Shazzan!                                                      | 1967-1968 | 18      |                                |
| Fantastic Four                                  | Fantastic Four                                                | 1967-1968 | 20      |                                |
|                                                 | Young Samson & Goliath                                        | 1967-1968 | 20      |                                |
|                                                 | The Banana Splits Adventure Hour                              | 1968-1969 | 33      | 44 minuter/avsnitt             |
|                                                 | The Adventures of Gulliver                                    | 1968-1969 | 17      |                                |
| Fartdårarna                                     | Wacky Races                                                   | 1968-1969 | 17      |                                |
|                                                 | The Perils of Penelope Pitstop                                | 1969-1970 | 17      |                                |
| Dastardly och Muttley i deras flygande maskiner | Dastardly and Muttley in their Flying Machines                | 1969-1970 | 17      |                                |
|                                                 | The Chattanooga Cats Show                                     | 1969-1971 |         | 44 minuter/avsnitt             |
| Scooby-Doo, var är du?                          | Scooby-Doo, Where are You!                                    | 1969-1971 | 25      |                                |
|                                                 | The Harlem Globetrotters                                      | 1970-1971 | 22      |                                |
|                                                 | Josie and the Pussycats                                       | 1970-1971 | 16      |                                |
| Pebbles och Bamm-Bamm                           | The Pebbles and Bamm Bamm Show                                | 1971-1972 | 16      |                                |
|                                                 | Help!... It's the Hair Bear Bunch!                            | 1971-1972 | 16      |                                |
| Deckarspöket                                    | The Funky Phantoms                                            | 1971-1972 | 17      |                                |
|                                                 | The Amazing Chan and the Chan Clan                            | 1972-1974 | 16      |                                |
|                                                 | Wait Till Your Father Gets Home                               | 1972-1974 | 48      |                                |
|                                                 | The Roman Holidays                                            | 1972-1973 | 13      |                                |
|                                                 | Sealab 2020                                                   | 1972-1973 | 13      |                                |
| Scooby-Doo-filmer                               | The New Scooby-Doo Movies                                     | 1972-1974 | 24      | 44 minuter/avsnitt             |
|                                                 | Josie and the Pussycats in Outer Space                        | 1972-1973 | 16      |                                |
|                                                 | Speed Buggy                                                   | 1973-1974 | 16      |                                |
|                                                 | Jeannie                                                       | 1973-1974 | 16      |                                |
|                                                 | Yogi's Gang                                                   | 1973-1974 | 15      |                                |
| Familjen Addams                                 | The Addams Family                                             | 1973-1975 | 16      |                                |
|                                                 | Goober and the Ghost Chasers                                  | 1973-1974 | 16      |                                |
|                                                 | Inch High Private Eye                                         | 1973-1974 | 13      |                                |
|                                                 | Butch Cassidy and the Sundance Kids                           | 1973-1974 | 13      |                                |
|                                                 | Superfriends                                                  | 1973-1974 | 16      |                                |
| Hong Kong Phooey                                | Hong Kong Phooey                                              | 1974-1975 | 16      |                                |
|                                                 | Devlin                                                        | 1974-1975 | 16      |                                |
|                                                 | Partridge Family 2200 A.D.                                    | 1974-1975 | 16      |                                |
|                                                 | These are the Days                                            | 1974-1976 | 16      |                                |
|                                                 | Valley of the Dinosaurs                                       | 1974-1976 | 16      |                                |
|                                                 | Wheelie and the Chopper Bunch                                 | 1974-1975 | 39      |                                |
|                                                 | Grape Ape                                                     | 1975-1976 | 16      |                                |
| Tom och Jerry                                   | The New Tom and Jerry Show                                    | 1975-1976 | 16      |                                |
|                                                 | Mumbly                                                        | 1976-1977 | 16      |                                |
| Scooby-Doo                                      | The Scooby-Doo Show                                           | 1976-1979 | 40      |                                |
|                                                 | Dynomutt, Dog Wonder                                          | 1976-1978 | 20      |                                |
|                                                 | Clue Club                                                     | 1976-1977 | 16      |                                |
| Hajen Jabbe                                     | Jabberjaw                                                     | 1976-1977 | 16      |                                |
| Sportfånarna                                    | Laff-A-Lympics                                                | 1977-1980 | 24      |                                |
| Kapten Mossa                                    | Captain Caveman and the Teen Angels                           | 1977-1980 | 28      |                                |
|                                                 | The C B Bears Show                                            | 1977-1978 | 13      | 44 minuter/avsnitt             |
|                                                 | The Skatebirds                                                | 1977      | 16      | 44 minuter/avsnitt             |
|                                                 | The Three Robonic Stooges                                     | 1978      | 15      |                                |
|                                                 | The All New Superfriends Hour                                 | 1977-1978 | 15      | 44 minuter/avsnitt             |
| Karl-Alfred                                     | The All New Popeye Hour                                       | 1978-1980 |         | 44 minuter/avsnitt             |
|                                                 | Yogi's Space Race                                             | 1978-1979 | 13      |                                |
|                                                 | The Galaxy Goof-Ups                                           | 1978-1979 | 13      |                                |
|                                                 | Buford and the Galloping Ghost                                | 1978-1979 | 13      |                                |
| Godzilla                                        | Godzilla                                                      | 1978-1980 | 26      |                                |
|                                                 | Jana of the Jungle                                            | 1978-1979 | 13      |                                |
|                                                 | Challenge of the Super Friends                                | 1978-1979 | 32      |                                |
| Fred och Barney                                 | The Fred and Barney Show                                      | 1979-1980 | 17      |                                |
|                                                 | The New Shmoo                                                 | 1979-1980 | 16      |                                |
|                                                 | The Thing                                                     | 1979-1980 |         |                                |
| Scooby-Doo och Scrappy-Doo                      | Scooby-Doo and Scrappy-Doo                                    | 1979-1983 | 49      |                                |
|                                                 | Casper and the Angels                                         | 1979-1980 | 13      |                                |
|                                                 | The Super Globetrotters                                       | 1979-1980 | 13      |                                |
|                                                 | World's Greatest Super Friends                                | 1979-1980 | 8       |                                |
|                                                 | Drak Pack                                                     | 1980-1981 | 16      |                                |
|                                                 | Richie Rich                                                   | 1980-1984 | 40      |                                |
|                                                 | The Flintstones Comedy Show                                   | 1980-1982 | 18      | 66 minuter/avsnitt             |
|                                                 | Fonz & the Happy Days Gang                                    | 1980-1982 | 24      |                                |
|                                                 | Super Friends                                                 | 1980-1983 | 22      |                                |
|                                                 | Space Stars with the Teen Force and Astro and the Space Mutts | 1981-1982 | 11      | 44 minuter/avsnitt             |
|                                                 | The Kwicky Koala Show                                         | 1981-1982 | 16      |                                |
|                                                 | The Popeye and Olive Comedy Show                              | 1981-1982 | 15      |                                |
|                                                 | Trollkins                                                     | 1981-1982 | 13      |                                |
|                                                 | Laverne and Shirley in the Army                               | 1981-1982 | 13      |                                |
| Smurfarna                                       | Smurfs                                                        | 1981-1989 | 256     |                                |
| Rackarungar                                     | The Little Rascals                                            | 1982-1983 | 33      |                                |
| Pac-Man                                         | Pac-Man                                                       | 1982-1983 | 21      |                                |
|                                                 | Laverne and Shirley with Special Guest Star the Fonz          | 1982-1983 | 8       |                                |
| Mork och Mindy                                  | Mork and Mindy                                                | 1982-1983 | 26      |                                |
|                                                 | Shirt Tales                                                   | 1982-1984 | 46      |                                |
|                                                 | The Gary Coleman Show                                         | 1982-1983 | 13      |                                |
|                                                 | The Dukes                                                     | 1983-1985 | 20      |                                |
| Monchhichi                                      | Monchhichis                                                   | 1983-1984 | 13      |                                |
|                                                 | The Biskitts                                                  | 1983-1984 | 26      |                                |
| Scooby-Doo och Scrappy-Doo                      | The New Scooby and Scrappy-Doo Show                           | 1983-1984 | 13      |                                |
| Scooby-Doos mysterier                           | The New Scooby-Doo Mysteries                                  | 1984-1985 | 13      |                                |
| Snorklarna                                      | The Snorks                                                    | 1984-1989 | 65      |                                |
|                                                 | Pink Panther & Sons                                           | 1984-1985 | 26      |                                |
| Jetsons                                         | Jetsons                                                       | 1984-1988 | 51      |                                |
| Lucky Luke                                      | Lucky Luke                                                    | 1984-1986 | 26      |                                |
|                                                 | Challenge of the GoBots                                       | 1984-1985 | 65      |                                |
|                                                 | Super Friends: The Legendary Super Powers Show                | 1984-1985 | 16      |                                |
|                                                 | Super Powers Team: Galactic Guardians                         | 1985-1986 | 10      |                                |
| Scooby-Doo och de 13 gastarna                   | The 13 Ghosts of Scooby-Doo                                   | 1985-1986 | 13      |                                |
| Yogis skattjakt                                 | Yogi's Treasure Hunt                                          | 1985-1986 | 27      |                                |
|                                                 | Galtar and the Golden Lance                                   | 1985-1986 | 20      |                                |
|                                                 | Paw Paws                                                      | 1985-1986 | 21      |                                |
| Sälman                                          | Bibifoc                                                       | 1985      |         |                                |
|                                                 | Pound Puppies                                                 | 1986-1987 | 13      |                                |
|                                                 | The New Jonny Quest                                           | 1986-1987 | 13      |                                |
|                                                 | Foofur                                                        | 1986-1988 | 26      |                                |
|                                                 | Wildfire                                                      | 1986-1987 | 13      |                                |
|                                                 | The Flintstone Kids                                           | 1986-1988 | 19      | 44 minuter/avsnitt             |
| Bibelns äventyr                                 | The Greatest Adventure: Stories from the Bible                | 1986-1993 | 12      | Videoserie, 30 minuter/avsnitt |
|                                                 | Popeye and Son                                                | 1987-1988 | 13      |                                |
|                                                 | The All New Pound Puppies                                     | 1987-1988 | 13      |                                |
|                                                 | Sky Commanders                                                | 1987      | 13      |                                |
| Scooby-Doo som valp                             | A Pup Named Scooby Doo                                        | 1988-1990 | 30      |                                |
|                                                 | The Completely Mental Misadventures of Ed Grimley             | 1988-1989 | 13      |                                |
|                                                 | The New Yogi Bear Show                                        | 1988-1989 | 15      |                                |
|                                                 | Fantastic Max                                                 | 1988-1990 | 26      |                                |
| Super-Ted                                       | The Further Adventures of SuperTed                            | 1989-1990 | 13      |                                |
| Björnen Paddington                              | Paddington Bear                                               | 1989-1990 | 13      |                                |
|                                                 | Dink the Little Dinosaur                                      | 1989-1991 | 21      |                                |
| Bill och Ted                                    | Bill and Ted's Excellent Adventures                           | 1990-1991 | 13      |                                |
| Tom och Jerry Kids                              | Tom and Jerry Kids                                            | 1990-1993 | 65      |                                |
|                                                 | Wake, Rattle and Roll                                         | 1990-1991 |         |                                |
|                                                 | Midnight Patrol: Adventures In The Dream Zone                 | 1990-1991 | 13      |                                |
|                                                 | Rick Moranis in Gravedale High                                | 1990-1991 | 13      |                                |
| Unge Robin Hood                                 | Young Robin Hood                                              | 1991-1992 | 13      |                                |
| Pirater i Mörka Vatten                          | The Pirates of Dark Water                                     | 1991-1992 | 21      |                                |
|                                                 | Yo Yogi!                                                      | 1991-1992 | 18      |                                |
| Familjen Addams                                 | The Addams Family                                             | 1992-1995 | 22      |                                |
|                                                 | The New Adventures of Captain Planet                          | 1993      | 48      |                                |
| Swat Kats                                       | SWAT Kats: The Radical Squadron                               | 1993-1995 | 26      |                                |
| Byrackorna                                      | 2 Stupid Dogs                                                 | 1993-1995 | 13      |                                |
|                                                 | Droopy, Master Detective                                      | 1993-1994 |         |                                |
| Dum och Dummare                                 | Dumb and Dumber                                               | 1995      | 4       |                                |
| What a Cartoon!                                 | The What a Cartoon! Show                                      | 1995-1997 | 48      |                                |
|                                                 | Cave Kids                                                     | 1996      | 8       |                                |
| Jonny Quest                                     | Jonny Quest: The Real Adventures                              | 1996-1997 | 52      |                                |
| Dexters laboratorium                            | Dexter's Laboratory                                           | 1996-2002 | 52      |                                |
| Johnny Bravo                                    | Johnny Bravo                                                  | 1997-2002 | 52      |                                |
| Ko och Kyckling                                 | Cow and Chicken                                               | 1997-1999 | 52      |                                |
| I Am Weasel                                     | I Am Weasel                                                   | 1997-2000 | 79      |                                |
| Powerpuffpinglorna                              | The Powerpuff Girls                                           | 1998-2002 | 52      |                                |